# Ritmi di Broadway
Ritmi di Broadway  (Broadway Rhythm) è un film del 1944 diretto da Roy Del Ruth.
Commedia musicale con le coreografie di Robert Alton, Jack Donohue, Don Loper e Charles Walters. Nel cast, anche la Tommy Dorsey's Orchestra.

## Produzione
Il film fu prodotto dalla Metro-Goldwyn-Mayer (MGM).

## Distribuzione
Distribuito dalla Metro-Goldwyn-Mayer (MGM), il film uscì nelle sale cinematografiche USA il 19 gennaio 1944.